# 이갑녕
이갑녕(李甲寧, 일본식 이름: 靖原甲寧세이겐 고네이, 1904년 9월 20일 ~ ?)은 일제강점기의 관료로, 본관은 연안, 본적은 충청북도 음성군 감곡면이다. 중일 전쟁 당시 중국 상하이에 거주하던 조선인들을 상대로 일제의 황민화 정책과 내선일체 정책을 적극 선전했다.

## 생애
1930년 일본 도쿄 제국대학 농학부를 졸업했고, 중국 상하이로 이주했다. 1934년부터 1942년까지 일본 외무성에서 촉탁으로 일했고, 1935년 3월부터 1941년 3월 31일까지 상해거류조선인회(上海居留朝鮮人會) 회장을 지냈다.
1936년 의용대(義勇隊) 대원으로 복무했고, 1937년 상하이 주재 일본 총영사관에서 경찰촉탁으로 일했다. 1937년 11월 11일에는 상하이에서 조선민족혁명당 소속 당원 3명에게 공격 받기도 했다. 1939년 상해거류조선인회 기관지 《광화》(光化)의 발행인과 상하이 양정유치원(養正幼稚園) 원장을 지냈다.
1940년 9월부터 1941년까지 상해계림청년단(上海鷄林靑年團) 단장을 지냈고, 1940년 10월 1일 조선총독부 시정 30주년 기념표창을 받았다. 1941년 상해일본인거류민단 촉탁을 맡았고, 1941년 9월 1일부터 1943년까지 상해극예술연구회 회장을 지냈다. 1942년 상해계림회 이사를 지냈고, 1943년 상해계림회 평의원과 일본 대동아성 촉탁, 상하이 주재 일본대사관 촉탁을 지냈다. 
광복 이후인 1945년 일본으로 도피했으며, 1949년 반민족행위특별조사위원회로부터 수배를 받기도 했다. 
친일반민족행위진상규명위원회가 발표한 친일반민족행위 705인 명단에 포함되었다.

## 참고 자료
- 친일반민족행위진상규명위원회 (2009). 〈이갑녕〉. 《친일반민족행위진상규명 보고서 Ⅳ-11》. 서울. 568~589쪽.